# Franzi (Fernsehserie)
Franzi ist eine deutsche Fernsehserie, die vom Bayerischen Rundfunk von 2009 bis 2012 ausgestrahlt wurde. Jule Ronstedt spielt die Titelheldin Franzi. Regie führte Matthias Kiefersauer, Drehbuchautor ist Peter Bradatsch.

## Handlung
Franzi kehrt nach mehreren Jahren in ihre Heimatstadt Erding zurück, nachdem sie ihren Freund beim Fremdgehen ertappt hatte. Dort trifft sie auf ihre Jugendliebe Werner „Flocki“ Grüneis, der mittlerweile von seiner verstorbenen Mutter das örtliche Bekleidungsgeschäft übernommen hat. Ihre Mutter ist Fotografin und hat inzwischen den jungen Liebhaber Hakan, während sich ihr Mann nur noch selten in Deutschland sehen lässt. Franzis beste Freundin Sandra versucht, ihre Beziehung zu Robert aufrechtzuerhalten. Im Modegeschäft Grüneis versuchen Frau Göberl, Frau Konstantinides und Frau Traunspurger das Geschäft wie gewohnt weiterzuführen.

## Inhalt

### Staffel 1
| Folge | Name der Folge          | Erstausstrahlung | Inhalt |
| 1     | Die Chinesin            | 27.02.2009       | Nach Franzis Rückkehr aus Hamburg trifft sie auf ihre Mutter und ihre alten Freunde. Robert ist damit beschäftigt, eine Druckerpatronenbefüllungsstation einzurichten, Sandra hilft ihm dabei. Da bei Franzis Mutter Traudl jetzt Hakan wohnt, zieht Franzi zunächst zu Sandra. Werner trauert seiner verpassten Karriere beim Rundfunkorchester nach. Er hat von der venezianischen Gräfin Giovanna eine Gondel geschenkt bekommen, die jetzt in einem kleinen Teich liegt und auf der er abends Trompete spielt. |
| 2     | Zeedl                   | 27.02.2009       | Franzi will zurück nach Hamburg, doch Werner hat Probleme mit der Steuererklärung und seiner Zettelwirtschaft. Franzi erreicht beim Finanzbeamten, ihrem früheren Klassenkameraden „Zupfi“ Kollmannsberger, einen Aufschub, obwohl der wütend auf Werner ist, da er ihn in seinem Bläserquartett nicht als Gitarristen hat mitspielen lassen. Außerdem hatte sie beobachtet, dass Robert mit Vroni Brandl in seinem Laden übernachtet hat. |
| 3     | Eine italienische Nacht | 06.03.2009       | Franzi soll Werner bei der Auswahl der neuen Kollektion helfen, er richtet sich aber schließlich doch nach den Wünschen seiner langjährigen Verkäuferinnen. Nachdem ihre Mutter ihr die Kritik an ihrem Modehaus-Prospekt übel genommen hat und Sandra ihr vorgeworfen hat, ihr nichts von Roberts Seitensprung erzählt zu haben, bricht Franzi wieder nach Hamburg auf. Werner ruft sie unterwegs an, er müsse ihr etwas zeigen. Auf seinem Teich hat er ein romantisches Abendessen vorbereitet. Als Franzis Exverlobter Markus anruft, wirft Werner ihr Handy von der Gondel in den Teich, was Franzi als Eifersuchtstat wertet. |
| 4     | Kurz vorbeigschaut      | 13.03.2009       | Franzis Vater kommt nach über drei Jahren überraschend wieder nach Hause. Er will in Freising einen Schlüssel für ein Schließfach am Münchner Hauptbahnhof holen. Er soll den Koffer eines afrikanischen Königssohns mit dem Zug nach Paris bringen. Da er den Schlüssel verliert, reist er wieder ab, nachdem ihm seine Frau 2000 Euro geliehen hat. Durch einen Anruf kommen die Frauen in den Besitz des Schließfachschlüssels und bringen den Koffer mit Schmuck und Geld zum Bahnsteig, wo aber niemand mehr ist. |
| 5     | Bißl Abstand, bißl Nähe | 20.03.2009       | Bei sommerlicher Geschäftsflaute rät Franzi Werner, sein Personal zu verjüngen. Er überlässt es ihr, Frau Konstantinidis und Frau Göberl auf Teilzeit zu setzen. Schon beim Vertragsentwurf sorgen die beiden für günstige Konditionen. Als Werner kommt, um die Verträge zu unterschreiben, erinnern ihn die beiden so lange an ihre gemeinsame Vergangenheit, an seine Mutter und wie sie ihn mit aufgezogen haben, dass er die Verträge zerreißt. Der Wirt Giorgio hat sturmfreie Bude und lädt Sandra in seinen Pool ein. Robert wird von Vroni Brandl zu einem Reitausflug abgeholt. Von dort ruft er Sandra an, und die beiden treffen sich am Strand. |
| 6     | Las Vegas               | 27.03.2009       | Am Vorabend vor Franzis 35. Geburtstag wird entgegen ihrem Wunsch eine Feier in der Pizzeria vorbereitet. Ihre Mutter hat einen alten Zauberer engagiert, der schon auf ihrem Kindergeburtstag aufgetreten ist, allerdings jetzt keinen Trick mehr zustande bringt. Von ihrem Exverlobten Markus bekommt sie ein Päckchen, das eine DVD mit einem Film über ihr erster Weihnachtsmarktbesuch enthält. Da Sandra nichts für sich behalten kann, wird beim Abendessen über Weihnachten und eine Feier in der Pizzeria geplant. Markus ruft kurz vor Mitternacht an, ob sie die DVD bekommen habe und wann sie denn Geburtstag habe. Franzi und Werner gehen nach draußen, und die anderen kommen zum 12. Glockenschlag, um mit Torte, Wunderkerzen und „Bello e impossibile“ vom CD-Spieler. |
| 7     | Giovanna                | 03.04.2009       | Da Werner keinen Führerschein hat, fährt Franzi mit ihm zu verschiedenen Lieferanten. Sie sprechen über alte Zeiten und treffen in einem Gasthaus auf Ritchie, einen inzwischen erfolgreichen Geschäftsmann, mit dem Franzi offensichtlich eine Beziehung hatte. Werner spricht daraufhin wieder einmal von seiner italienischen Gräfin, deren Existenz nicht nur Franzi anzweifelt. Spontan entschließen sie sich, nach Venedig zu fahren, und scheinen sie dort tatsächlich zu sehen. Sie gehen aber in ein Restaurant, wo Franzi das Essen nicht bekommt. |

### Staffel 2
| Folge | Name der Folge  | Erstausstrahlung | Inhalt |
| 8     | Ikonenbuidl     | 01.04.2010       | Aus Venedig kommt Franzi mit einem verdorbenen Magen zurück. Hakan drängt Robert in ein riskantes Geschäft mit Ikonen. Nach dem Verlust des Geldes leiht Traudl Hakan das Geld, damit er es Robert geben kann. Aus Angst vor seinen „Geschäftspartnern“ zieht der wieder zu Sandra. Franzi sucht demnach eine Bleibe, zunächst in einem Landhotel, in dem der Portier sie allerdings mit anderen Gästen verkuppeln will. Sie kehrt in Werners Haus zurück, das sie kurz zuvor verlassen hatte, da es immer noch so aussieht wie vor zwanzig Jahren – mit alten Gardinen und zahlreichen ausgestopften Tieren, Geweihen und einem Eber an der Wand. |
| 9     | Enorm praktisch | 08.04.2010       | Franzi wird durch die Stimme von Frau Göberl wach, die für Werner das Frühstück zubereitet. Für den Abend verspricht er ihr Tomate-Mozzarella, was von seinen Mitarbeiterinnen diskutiert wird. Franzi hilft ihrer Mutter bei einem Fototermin im Hotel Sonnenhof, zu dem Fritz Wepper als Model erscheint. Als Traudl ein Gespräch mitbekommt, bei dem Wepper sie als „nervig“ bezeichnet, sieht er sich genötigt, sie zu Champagner einzuladen. Sie erzählt ihm, dass sie alle seine Filme auf Videocassette hat. Er bringt sie nach Hause, wo er von Hakan eine Ohrfeige kassiert. Sandra drängt Robert dazu, ein gemeinsames Türschild anzubringen, das bei der Montage zerbricht. Franzi spricht mit der Hotelbesitzerin, so dass sie zu spät zu Werners Abendessen kommt. Als „Strafe“ hängt er auch noch ausgestopfte Fische an die Wand.                                                                                         |
| 10    | Über den Wolken | 08.04.2010       | Bei der Beerdigung von Chrissi, die mit dem Motorrad tödlich verunglückt ist, kommen Fragen nach der Endlichkeit des Lebens und was man sich für die Zukunft vornehmen möchte. Während Robert sich mit Steffi, einer Motorradfreundin von Chrissi, absetzt, fährt Kollmannsberger „Zupfi“ mit Sandra in der Gondel. Als er sie mit seinem Gitarrenspiel beeindrucken möchte, fällt er ins Wasser. Franzi spricht Werner auf vergangene Zeiten an und möchte mit ihm ihr erstes Mal im Biologiesaal jetzt dort wiederholen. Hier stören sie die ausgestopften Tiere nicht … Bevor es zu Hause zu einer Wiederholung kommt, fährt Werner mit dem Taxi weg. Erst vom zurückgekehrten Taxifahrer erfährt Franzi, dass Werner zu seinen Musikerkollegen nach Budapest gefahren ist. |
| 11    | Lomi-Lomi       | 15.04.2010       | Aus Wut über Werners Verschwinden schließt Franzi das Modegeschäft für einen Tag und gibt den Angestellten frei. Da diese spontan nicht wissen, was sie mit der gewonnenen Freizeit anfangen sollen, fahren sie gemeinsam zum Hotel Sonnenhof zu einem Wellnesstag. Konstantinidis spricht über die Massageform Lomi-Lomi, während Göberl darunter eine sexuelle Praxis vermutet, worüber die beiden in Streit geraten. Gleichzeitig versucht Franzi, sich über die Hotelchefin Regula Guldimann eine Anstellung in der Hotelkette zu beschaffen. Die Qualifikationen für ein neues Hotel in Indien hätte sie, allerdings sind die Mitbewerber zehn Jahre jünger. Als Franzi von ihren Mitarbeiterinnen erfährt, dass Werner jedes Jahr auf Tournee geht und dass es sich bei den vier Musikerkollegen um Frauen handelt, fährt sie wutentbrannt weg – allerdings nimmt sie vorher noch eine Axt mit, mit der sie seine Gondel versenkt. |
| 12    | Zu allem bereit | 15.04.2010       | Hakan hat Traudl in die Oper Rosenkavalier eingeladen. Darin beendet ein jüngerer Mann das Verhältnis zu seiner älteren Geliebten. Traudls schließt daraus, dass er mit ihr Schluss machen möchte, und lehnt es ab, mit ihm zu seinen Freuden an den Hirschtaler Weiler zu fahren. Stattdessen bittet sie Franzi, ihn dort zu beobachten. Franzi fährt mit Sandra dorthin. Unterwegs nehmen sie zwei junge Männer mit, die mit ihrem Wagen liegengeblieben waren und zu einem Stadlfest wollen. Da Franzi zeigen möchte, dass sie nicht arrogant ist, feiern die vier dort zusammen bis in die Nacht. Morgens wachen sie in den Armen der beiden Männer auf. Am Weiher werden sie von Hakan entdeckt, der ihren Auftrag durchschaut. Mit schlechtem Gewissen fahren die Frauen nach Hause. |
| 13    | Höchste Zeit    | 22.04.2010       | Robert versucht, Sandra einen Verlobungsantrag zu machen, wird aber durch einen Brand, den seine aufgestellten Kerzen verursachten haben, davon abgehalten. Franzi trifft auf den zurückgekehrten Werner. Er hilft Robert, das ausgebrannte Zimmer zu renovieren. Franzi zeigt Sandra die versenkte Gondel. Als Werner sie entdeckt, deutet er die Tat als echten Liebesbeweis. |
| 14    | El Condor Pasa  | 22.04.2010       | Franzi und Werner kaufen sich ein Doppelbett und zitieren dabei Loriots Bettenkauf. Vor dem Möbelhaus spielen Peruaner pausenlos das Lied El cóndor pasa. Als sie später vor dem Modehaus Grüneis spielen, versucht Werner, sie von dort zu vertreiben, aber Kollmannsberger Zupfi möchte sie managen. Er hat Zeit, da er wegen Vorteilnahme im Amt suspendiert ist – vielleicht eine Folge seines Entgegenkommens für Werner. Dafür fordert er von Werner, dass er in seinem Geschäft mit Gesang und Gitarre auftreten darf. Traudl hat sich Hakan als Model für den Weihnachtsmann ausgesucht. Sandras Bekanntschaft Wastl vom Stadlfest sucht sie mithilfe von Flugblättern. Franzi entfernt mit ihr die ausgehängten Blätter und die drei treffen sich. Wastl hat aber jetzt kein Interesse mehr an Sandra. |

### Staffel 3
| Folge | Name der Folge       | Erstausstrahlung | Inhalt |
| 15    | Lauter gute Menschen | 27.05.2011       | Franzi und Sandra treffen beim Joggen auf ihre ehemalige Grundschullehrerin Schertl, vor der sie noch immer Respekt haben. Als diese die beiden einer „mündlichen Prüfung“ unterzieht, fällt sie in Ohnmacht. Im Krankenhaus stellt sich heraus, dass sie schon lange herzkrank ist. Sie hat keine Verwandten, aber zwei große Häuser zu vererben. Franzi und Sandra beschließen, sich um sie und ihren kleinen Hund zu kümmern und machen bereits Pläne für das Geschäftshaus, das direkt an Werners anschließt. Von Frau Schertl erfahren alle die Spitznamen ihrer ehemaligen Schüler: „Schisser“ Werner, „Wanderpokal“ Franzi. Als es Schertl besser geht, wollen Werner und Robert sie aus dem Krankenhaus abholen und weiter zu ihr Kontakt halten. Robert fährt aber aus Versehen Schertl an, die wieder im Krankenhaus landet. Aus Dank für die vorherige Betreuung verzichtet sie auf sie Anzeige, verbittet sich aber jeden weiteren Kontakt. |
| 16    | Lilly                | 03.06.2011       | Franzi und Sandra kaufen auf dem Markt für das geplante Grillfest ein. Dort treffen sie auf Lilly, eine Bekannte aus Franzis internationaler Berufstätigkeit. Lilly spielt sich als Globetrotterin auf und findet in Erding alles spießig, bricht dann aber mit Anzeichen eines Burnouts zusammen. Sie wird zum Grillfest an Werners Teich mitgenommen. Die Gondoliere ist mittlerweile repariert. Werner und Robert sind stark von Lilly beeindruckt und wollen ihr alles recht machen. Mit der Zeit sind aber auch sie von ihr genervt und fahren in Giorgios Pizzeria. |
| 17    | Rimini               | 10.06.2011       | Traudls und ihre Klassenkameradin Frau Traunspurger fahren zum 44. Jahrestag ihres Realschulabschlusses in das Hotel einer weiteren Klassenkameradin. Hakan möchte mit, darf aber nicht. Erst als sich die Erinnerungen an die Abschlussfahrt nach Rimini zu einem Wettstreit der Frauen entwickeln, wer damals am erfolgreichsten war und wer heute am besten dasteht, ruft Traudl Hakan an und präsentiert ihn. Sandra überredet Franzi zu einer neuen Unternehmung, die sich als Chorprobe herausstellt, bei der sie auf ihren ehemaligen, jetzt fast tauben Musiklehrer „Blinzler“ treffen. Sandra wollte dort ihren Chef Dr. Fiedler treffen, der ihr neuerdings einige Vergünstigungen in der Zulassungsstelle gestattet hat. Da er aber diesmal nicht erscheint, gehen Franzi und Sandra mit „Blinzler“ etwas trinken und treffen dort auf Frau Traunspurger, die mit einer Freundin dem Klassentreffen-Wahnsinn entflohen sind.                 |
| 18    | Festspiele           | 17.06.2011       | Sandra will mit Dr. Fiedler nach Salzburg in die Oper Don Giovanni fahren und dort übernachten. Franzi sucht Robert auf, der sich in einen leerstehenden Erbeerverkaufsstand verkrochen hat, und ermutigt ihn, etwas gegen diese Reise zu unternehmen. Bei Giorgio trifft sie auf Sandra und Fiedler, die aber abfahren, ehe Robert mit seinem Blumenstrauß kommt. |
| 19    | Sitar und Dudelsack  | 24.06.2011       | Hakan zieht bei Traudl ein und gestaltet dazu Franzis ehemaliges Kinderzimmer um. Sein Onkel Takan hilft ihm und erzählt von angeblichen Reisen und veröffentlichten Reiseberichten. Er spielt Dudelsack und angeblich auch Sitar. Traudl ist von seinen Schilderungen so angetan, dass sie mit ihm in Richtung Island aufbricht. |
| 20    | Joulupukki           | 01.07.2011       | Franzi und Werner wollen in Bregenz das Schließfach seiner verstorbenen Mutter auflösen. Sie finden darin Schillinge, Lire, D-Mark und Euro im Wert von etwa 90.000 Euro. Den beiliegenden Fotos entnehmen sie, dass Werners Mutter zusammen mit Frau Traunspurger auf ihren gemeinsamen Reisen regelmäßig auf Flohmärkten übriggebliebene Ware verkauft haben. Werner ist das Schwarzgeld nicht geheuer, so eröffnet Franzi auf ihren Namen ein neues Schließfach, nimmt aber das Geld mit nach Hause. Aufgrund eines Fotos mit einem blonden finnischen Trompeter nimmt Werner an, dass das sein leiblicher Vater wäre. Franzi erklärt ihm aber, dass dort in Rovaniemi nur der Joulupukki, der Weihnachtsmann, wohne. |
| 21    | Kamele               | 08.07.2011       | Franzi möchte Werner klarmachen, dass sie einen eigenen Laden aufmachen möchte. Hakan, Robert und Zupfi haben eine neue Geschäftsidee: religionsübergreifendes Pilgern auf dem Jakobsweg. Die dafür angefragten Kamele werden zu früh geliefert, für die sie keine Verwendung finden. Die von Robert entworfenen T-Shirts enthalten einen Schreibfehler, so dass er verzweifelt versucht, die Bestellung rückgängig zu machen. |
| 22    | Bienen               | 15.07.2011       | Werners ehemalige Freundin Hanna kommt mit ihrer neuen Lebensgefährtin Sylvie zu ihm und bittet ihn um eine Samenspende. Er lässt sich juristisch beraten und ist dann dazu bereit. Franzi ist über diese Entscheidung empört. Da entscheiden sich die beiden Frauen doch gegen Werner und für einen französischen Sportler. Sandra kann sich nicht zwischen Robert und Dr. Fiedler entscheiden. Sie rät aber Franzi, mit Werner einmal über gemeinsame Kinder zu sprechen. |

### Staffel 4
| Folge | Name der Folge | Erstausstrahlung | Inhalt |
| 23    | Zimtschlappen  | 29.06.2012       | Franzi bereitet die Eröffnung ihres Ladens vor. Der Obermieter, der unter anderem Zimtschlappen und Seife vertreibt, sucht in den Geschäftsräumen das entlaufene Kaninchen seiner Tochter. Als er bei der Eröffnung auf Robert trifft, erzählt er Franzi, dass dieser zusammen mit einem Blonden die Räume mieten wollte. Obwohl er die anderen Gäste und Franzi stört, hält sie ihn hin, bis Werner kommt und als der Blonde identifiziert wird. Werner muss zugeben, dass er Franzis Pläne durchkreuzen wollte. |
| 24    | Schnickschnack | 06.07.2012       | Göbels Neffe Bertram soll in Franzis neuem Laden aushelfen, benimmt sich aber übergriffig, auch wenn er mit „Schnickschnack“ (was im Modehaus Grüneis „mit Pfiff“ heißt) erfolgreich ist. Als es Franzi zu viel wird, wirft sie ihn raus. Sandra macht sich nichts aus Fiedlers frühmorgendlichem Schwimmen. Robert kommt ins Schwimmbad und uriniert auf seinen Konkurrenten. Da das Sandra zu peinlich ist, will sie nicht mehr an ihren Arbeitsplatz zurück. Stattdessen plant sie, das Abitur zu machen und zu studieren. Als Verdienstmöglichkeit will sie künftig in Franzis Laden arbeiten. Franzi und Werner versuchen, mit ihrer neuen Situation umzugehen, wobei Werner verstärkt mit einer Jazzband proben und auftreten will. |
| 25    | Hula Hupp      | 13.07.2012       | Patrizia, bei der Franzi vor sieben Jahren Trauzeugin war, kommt mit ihrem zerrissenen Brautkleid in Franzis Laden. Sie will sich scheiden lassen, da ihr Mann den bis dahin ungenutzten Kinderwagen zum Sperrmüll gestellt hat. Mit Werners Hilfe gelingt es Franzi, die beiden wieder zusammenzubringen – bis ein Hula-Hoop-Reifen auftaucht, der für neue Verstimmung sorgt. Werner seinerseits sorgt bei Franzi für Verstimmung, da er dem Thema Heirat und Kinderwunsch immer wieder ausweicht. Als sie den Kinderwagen mitnehmen und entsorgen wollen, werden diesbezüglich Vermutungen angestellt. |
| 26    | Blackout       | 27.07.2012       | Traudl kommt aus Island zurückgeflogen, da es ihr mit Takan zu eng wird. Franzi und Werner wollen sie vom Flughafen abholen. Da sie zunächst keinen Parkplatz finden, geht Werner vor, während Franzi auf eine Parklücke zufährt, dabei aber den Hummer eines Schwarzen übersieht und fast einen Zusammenstoß verursacht. Der Schwarze steigt kurz aus, fährt dann aber weiter. Franzi fährt den Wagen aufgelöst an die Parkhauswand und wird dann ohnmächtig. Nachdem Traudl und Werner sie nach Hause gebracht haben, zeigt sie Ausfallerscheinungen. Da sich Traudl mit ihrer Reise finanziell übernommen hat, muss sie ihr Haus verkaufen und zieht mit Hakan in Werners Haus – genauso wie Robert, der Sandra Ruhe für ihr Studium ermöglichen möchte (wobei Sandra ankündigt, gerne auch mal dort zu übernachten). Gerade als Franzi sich nicht mehr sicher ist, ob sie sich den Schwarzen nur eingebildet hat, klingelt der an der Tür. Er stellt sich als afrikanischer Reiseunternehmer vor und schenkt Franzi und Werner einen mehrwöchigen Afrikaurlaub, den beide unter diesen Umständen gerne annehmen. Als der Learjet startet, machen sich bei Franzi Schwangerschaftssymptome bemerkbar. |

## Besetzung
| Schauspieler          | Rolle                         | Folgen                           | Anzahl Folgen | Beschreibung |
| --------------------- | ----------------------------- | -------------------------------- | ------------- | --- |
| Jule Ronstedt         | Franziska „Franzi“ Ostermeier | 1–26                             | 26            | Tochter von Traudl und Franz Ostermeier, zunächst international erfolgreiche Bankkauffrau, dann aushilfsweise im Modehaus Grüneis, bevor sie ihr Geschäft „Franzi O Fashion“ gründet, kommt wieder mit ihrer Jugendliebe Werner zusammen |
| Sebastian Bezzel      | Werner „Flocki“ Grüneis       | 1–26                             | 26            | ehemals Trompeter im Rundfunkorchester, erbt von seiner Mutter das Modehaus Grüneis und die Villa, kommt wieder mit seiner Jugendliebe Franzi zusammen                                                                                   |
| Kathrin von Steinburg | Sandra                        | 1–26                             | 26            | Franzis beste Freundin, arbeitet bei der Zulassungsstelle, wechselhafte Beziehung mit Robert |
| Stephan Zinner        | Robert Weindl                 | 1–26                             | 26            | Sandras Freund, betreibt eine Tintenbefüllungsstation |
| Gisela Schneeberger   | Traudl Ostermeier             | 1–19, 26                         | 20            | Franzis Mutter, Fotografin, Freundin von Hakan, Klassenkameradin von Frau Grüneis und Frau Traunspurger |
| Ercan Karacayli       | Hakan                         | 1-9, 12, 14, 17, 19, 21, 22, 26  | 16            | Bademeister, Traudls Freund |
| Maria Peschek         | Frau Göberl                   | 1-5, 15, 16, 18, 21, 23-26       | 13            | langjährige Angestellte im Modehaus, verwitwet |
| Sarah Camp            | Frau Konstantinides           | 1-5, 15, 16, 18, 20, 21, 23, 25  | 12            | langjährige Angestellte im Modehaus, verheiratet mit einem Griechen, der bereits seit längerer Zeit in seiner Heimat ist |
| Heide Ackermann       | Frau Traunspurger             | 1-2, 5, 15, 17, 18, 20, 2123, 25 | 10            | langjährige Angestellte im Modehaus, Klassenkameradin von Traudl und Frau Grüneis |
| Jörg Hube             | Franz Ostermeier              | 1, 2, 4                          | 3             | Traudls Mann, Franzis Vater, hält sich überwiegend im Ausland auf |
| Stefan Betz           | „Zupfi“ Kollmannsberger       | 1, 2, 14, 18, 21, 22, 24         | 7             | Werners ehemaliger Freund, Gitarrist, arbeitet im Finanzamt, nach Suspendierung bei Giorgio |
| Johannes Herrschmann  | Dr. Fiedler                   | 11, 21-24, 26                    | 6             | Leiter der Zulassungsstelle, Chef von Sandra und Karin |
| Eva-Maria Reichert    | Karin Jeschke                 | 1, 2, 15, 16, 18, 24, 26         | 7             | Sandras Kollegin in der Zulassungsstelle, bemüht sich um Dr. Fiedler, nachdem sich Sandra zurückgezogen hat |
| Anton Algrang         | Giorgio                       | 1-3, 5, 6, 18, 21, 22            | 8             | Wirt des italienischen Restaurants mit Jukebox, verheiratet, hat Interesse an Sandra |
| Cristina Andrione     | Franka                        | 1, 2, 6, 18, 21, 27              | 6             | Giorgios Frau und Wirtin im Restaurant |
| Stefanie von Poser    | Vroni                         | 1, 2, 5                          | 3             | Bekannte von Robert |
| Gerd Lohmeyer         | Herr „Blinzler“               | 17, 24                           | 2             | ehemaliger Musiklehrer von Franzi und Sandra, leitet jetzt trotz Schwerhörigkeit einen Chor |
| Barbara Bauer         | Steffi                        | 1, 10                            | 2             | Motorradfahrerin, tröstet Robert nach der Beerdigung ihrer verunglückten Freundin |
| Bernadette Heerwagen  | Hanna                         | 22                               | 1             | Werners ehemalige Freundin, jetzt mit ihrer Partnerin Sylvie auf der Suche nach einem Samenspender |
| Ina Meling            | Sylvie                        | 22                               | 1             | mit Partnerin Hanna auf der Suche nach einem Samenspender |
| Irene Clarin          | Irene                         | 17                               | 1             | trifft beim Klassentreffen u. a. auf Frau Traunspurger und Traudl, mit deren Urlaubsliebe sie jetzt verheiratet ist |
| Christine Ostermayer  | Frau Schertl                  | 15                               | 1             | ehemalige Grundschullehrerin von Franzi und Sandra, um die (und ihr Erbe) sie sich im Krankenhaus bemühen |
| Valerie Koch          | Lilly                         | 16                               | 1             | Franzis Bekannte aus ihrer internationalen Karrierezeit, findet in Erding alles spießig, bis sie einen Zusammenbruch hat |
| Anna-Katharina Müller | Regula Guldimann              | 9, 11                            | 2             | Leiterin des zu einer Hotelkette gehörenden Hotels Sonnenhof |
| Vedat Erincin         | Onkel Tarik                   | 19                               | 1             | Hakans Onkel, fährt mit Traudl nach Island |

## Auszeichnungen
Die Serie war 2009 für den Deutschen Fernsehpreis in der Kategorie Beste Serie und 2010 für den Adolf-Grimme-Preis nominiert. Jule Ronstedt war 2009 für den Bayerischen Fernsehpreis in der Kategorie Beste Schauspielerin – Serien und Reihen nominiert.